# Rotuma (Fidschi)
Rotuma ist ein besonderer Verwaltungsbezirk (dependency) neben den vier divisions der Republik Fidschi.

## Geographie
Die Inselgruppe liegt 646 Kilometer (Luftlinie von Suva nach Ahau) nördlich der eigentlichen Fidschi-Inseln. Neben der gleichnamigen Hauptinsel Rotuma, die als einzige bewohnt ist, gehören dazu einige Inseln innerhalb des Saumriffs der Hauptinsel (z. B. Solkope und Solnohu im Süden), sowie eine Inselkette fünf Kilometer westlich der Hauptinsel, die sich von Uea im Nordosten über Hatana bis Hạf Liua im Südwesten erstreckt.
Die Hauptinsel ist 13 Kilometer lang und 4 Kilometer breit. Sie wird durch einen niedrigen, nur 230 Meter breiten Isthmus in einen größeren östlichen Teil, sowie in eine kleinere westliche Halbinsel gegliedert. Auf dem Isthmus liegt das Dorf Motusa. Nördlich davon ist Maka Bay, und im Süden Hopmafau Bay. Diese Buchten sind reich an Korallenriffen, durch die Bootspassagen führen.
Die Fläche beträgt 46 Quadratkilometer (davon die Hauptinsel 43 Quadratkilometer).

## Demografie
Die Insel wird hauptsächlich von den Rotumanen bevölkert, daneben von Fidschianern (iTaukei) und Samoanern. Infolge der Binnenwanderung lebt jedoch nur noch eine Minderheit der Rotumanen auf Rotuma, während 9984 auf den eigentlichen Fidschi-Inseln leben (Volkszählung 2007).
Nach der Volkszählung von 2007 hatte Rotuma eine Bevölkerung von 2002, davon 1953 Rotumanen. Seit Mitte der 1960er Jahre ist die Bevölkerung nach statistischen Angaben um etwa ein Drittel zurückgegangen. 2017 lebten insgesamt 1.594 Menschen in dem Bezirk.
Hauptstadt ist Ahau. Amtssprache ist das Rotumanische.
Obwohl Rotuma politisch seit 1881 zum melanesisch geprägten Fidschi gehört, ähnelt die Rotumanische Kultur mehr der polynesischen im Osten, vor allem der von Tonga, Samoa und Wallis und Futuna.

## Traditionelle Regionalgliederung
Rotuma gliedert sich in sieben traditionelle autonome Distrikte, denen jeweils ein Oberhäuptling (Gagaj ʻes Ituʻu) vorsteht.
Nach der Überlieferung gab es ursprünglich fünf Distrikte:
Itu‘ti‘u, Fag‘uta, Oinafa, Noa‘tau und Malhaha.
Zwei Mal erfolgte eine Teilung eines Distriktes.
Nach der Überlieferung wurde ein Teil des größten Distriktes, Itu‘ti‘u (die Wortbedeutung von Itu‘ti‘u ist großer Distrikt), einem Unterhäuptling von Oinafa zum Geschenk gemacht, wodurch der Distrikt Itu‘muta geschaffen wurde. Itu‘ti‘u ist auch nach dieser Teilung noch der größte Distrikt nach Fläche und Bevölkerung, während der ausgegliederte Distrikt Itu‘muta der kleinste nach beiden Kriterien ist.
Eine zweite Geschichte beschreibt einen Krieg, in dem der Distrikt Fag‘uta von Oinafa und anderen Distrikten bezwungen wurde. In der Folge wurde Fag‘uta, der nach Itu‘ti‘u zweitgrößte Distrikt, in die Distrikte Pepji and Juju geteilt, um die Macht seines Häuptlings zu schwächen.
Zum Zeitpunkt des Kontaktes mit Europäern (1791) gab es daher sieben Distrikte:
| \| Distrikt \| Fläche (km²)[5] \| Bevölkerung 2007-09-16 \| Bevölkerung 2017-09-17 \| Lage und Bemerkungen \| Dörfer[6] \| \| -------- \| --------------- \| ---------------------- \| ---------------------- \| ------------------------------------------------------------------------- \| ---------------------------------------------------------- \| \| Noaʻtau \| 6,07 \| 281 \| 125 \| (im äußersten Südosten) \| Fekeioko, Maragte'u, Faf'iasina, Matu'ea, 'Ut'utu, Kalvaka \| \| Oinafa \| 6,96 \| 222 \| 142 \| (im Osten) \| Oinafa, Lopta, Paptea \| \| Pepjei \| 3,29 \| 145 \| 119 \| (im Südosten) \| 'Ujia, Uạnheta, Avave \| \| Juju \| 6,26 \| 257 \| 209 \| (im Süden) \| Tuại, Haga, Juju \| \| Ituʻmuta \| 3,17 \| 116 \| 95 \| (Nordteil der westlichen Halbinsel) mit der westlichen Insel Uea \| Maftoa, Lopo \| \| Ituʻtiʻu \| 10,20 \| 740 \| 660 \| (Westen), mit dem Hauptort Ahau mit den westl. Inseln Hatana und Hạf’liua \| Savlei, Lạu, Feavại, Tuạ'koi, Motusa, Hapmak, Losa, Fapufa \| \| Malhaha \| 8,16 \| 241 \| 233 \| (Norden) \| Pepheua, 'Else'e, 'Elsio \| \| Rotuma \| 44,11 \| 2002 \| 1583 \| \| \| |              |                        |                        |                                                                           |                                                            |
| Distrikt | Fläche (km²) | Bevölkerung 2007-09-16 | Bevölkerung 2017-09-17 | Lage und Bemerkungen                                                      | Dörfer                                                     |
| Noaʻtau | 6,07         | 281                    | 125                    | (im äußersten Südosten)                                                   | Fekeioko, Maragte'u, Faf'iasina, Matu'ea, 'Ut'utu, Kalvaka |
| Oinafa | 6,96         | 222                    | 142                    | (im Osten)                                                                | Oinafa, Lopta, Paptea                                      |
| Pepjei | 3,29         | 145                    | 119                    | (im Südosten)                                                             | 'Ujia, Uạnheta, Avave                                      |
| Juju | 6,26         | 257                    | 209                    | (im Süden)                                                                | Tuại, Haga, Juju                                           |
| Ituʻmuta | 3,17         | 116                    | 95                     | (Nordteil der westlichen Halbinsel) mit der westlichen Insel Uea          | Maftoa, Lopo                                               |
| Ituʻtiʻu | 10,20        | 740                    | 660                    | (Westen), mit dem Hauptort Ahau mit den westl. Inseln Hatana und Hạf’liua | Savlei, Lạu, Feavại, Tuạ'koi, Motusa, Hapmak, Losa, Fapufa |
| Malhaha | 8,16         | 241                    | 233                    | (Norden)                                                                  | Pepheua, 'Else'e, 'Elsio                                   |
| Rotuma | 44,11        | 2002                   | 1583                   |                                                                           |                                                            |

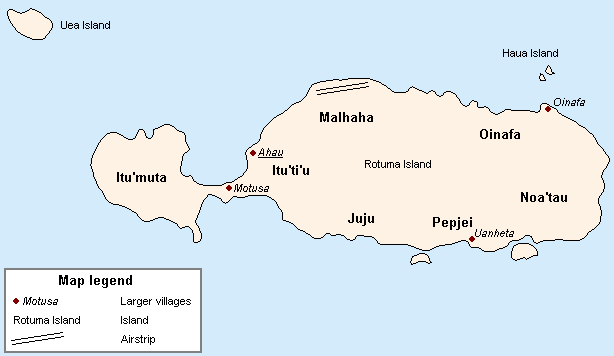
Rotuma mit Distrikten und wichtigsten Dörfern

Die Distrikthäuptlinge und die gewählten Distriktvertreter bilden den Inselrat (Rotuma Island Council). Die Distrikte werden weiter in hoʻaga (Gruppen von Haushalten) gegliedert, die Arbeitsgruppen unter der Leitung eines Unterhäuptlings (gagaj ʻes hoʻaga) bilden und die den 28 Dörfern entsprechen.

## Geschichte und Politik
Als europäischer Erstentdecker gilt Kapitän Edward Edwards von der HMS Pandora, der die Insel während der Suche nach den Meuterern der Bounty 1791 sichtete. Es kam lediglich zu einem kurzen Kontakt mit den misstrauischen und kriegsbereiten Einwohnern, der in einem Austausch von Geschenken gegen Proviant endete. 1881 wurde Rotuma von Großbritannien annektiert. Mit der Unabhängigkeit Fidschis 1970 verblieb Rotuma bei Fidschi, genießt jedoch als besonderer Verwaltungsbezirk (Dependency) eine gewisse innere Autonomie.
Zu statistischen Zwecken, etwa beim Zensus, behandelt die Regierung Fidschis Rotuma wie eine Provinz der Eastern Division, obwohl das Gebiet im äußersten Nordwesten liegt.